# Чухломинский сельсовет
Чухломинский сельсовет — сельское поселение в Ирбейском районе Красноярского края.
Административный центр — деревня Чухломино.
Образован в 1992 году.

## Население
| 2010 | 2012 | 2013 | 2014 | 2015 | 2016 | 2017 |
| ---- | ---- | ---- | ---- | ---- | ---- | ---- |
| 557  | ↗562 | ↘537 | ↘531 | ↘504 | ↗505 | ↘483 |

## Состав сельского поселения
В состав сельского поселения входят 2 населённых пункта:
| № | Населённый пункт | Тип населённого пункта          | Население |
| - | ---------------- | ------------------------------- | --------- |
| 1 | Латынцево        | деревня                         | 111       |
| 2 | Чухломино        | деревня, административный центр | 446       |

До 1989 года деревня Чухломино входила в Тумаковский сельсовет, а деревня Латынцево в Верхнеуринский сельсовет.

## Местное самоуправление
Чухломинский сельский Совет депутатов
Дата избрания: 14.03.2010. Срок полномочий: 5 лет. Количество депутатов: 7
Глава муниципального образования
- Бокк Александр Владимирович. Дата избрания: 14.03.2010. Срок полномочий: 5 лет